# Capas
Capas est une ville de 1re classe située dans la province de Tarlac aux Philippines. Selon le recensement de 2007 elle est peuplée de 122 084 habitants. Les premiers habitants de cette municipalité furent les Kapampangan et les Aeta.

## Barangays
Capas est divisée en 20 barangays.
- Aranguren
- Bueno
- Cubcub
- Cutcut
- Cutcut pangadua
- Dolores
- Estrada (Calingcuan)
- Lawy
- Manga
- Manlapig
- Navy
- O'Donnell
- Santa Lucia
- Santa Rita
- Santo Domingo
- Santo Domingo Pangadua
- Santo Rosario
- Talaga
- Maruglu
- Santa Juliana

## Démographie
| Année | Habitants |
| ----- | --------- |
| 1995  | 81 036    |
| 2000  | 95 219    |
| 2007  | 122 084   |